# Kamnoseštvo
Obrt kamnoseštvo obstaja od kar je človeštvo začelo uporabljati svoj um in svoje roke. Iz kamna si je naredil prve pripomočke za vsakdanjo delo – nož, kladivo … To obdobje se imenuje kamena doba. Človek si je tako ustvarjal prva orodja in bivališča. Iz kamna so izdelane velike stvaritve človeštva: piramide, kitajski zid, gradovi, templji, palače, cerkve, mostovi. Ta material je bil uporabljen za gradnjo številnih antičnih spomenikov in okrasnih predmetov in celih mest v številnih kulturah. Med znamenitimi kamnoseškimi deli so Tadž Mahal, Saksaywaman, kipi Velikonočnega otoka, egipčanske piramide, Angkor Wat, Borobudur, Tihuanaco, Tenochtitlan, Perzepolis, Partenon, Stonehenge in stolnica v Chartresu.

## Definicija
Kamnoseštvo je plod oblikovanja grobih kamnov v natančne geometrijske oblike, včasih preproste, pa tudi precej zapletene, nato pa urejanje nastalih kamnov, pogosto skupaj z vezivom, v strukture.

## Poklici, povezani s kamnoseštvom
- kamnolomci razcepijo žile ali liste kamnine in iz njih pridobijo nastale kamnite bloke.
- žagarji te grobe bloke režejo v manjše kose do potrebne velikosti z žagami z diamantno žago. Nastali blok, če je naročen za določeno komponento, je znan kot žagan šest strani.
- kamnoseki v delavnicah so specializirani za obdelavo kamnov v oblike, ki jih zahteva zasnova zgradbe, ki je predhodno postavljena s šablono in kalupom. Lahko proizvajajo karkoli iz kamna, od preprostih okenskih okvirov, podrobnih oblik in bolj klasično arhitekturno stavbo. Pri obdelavi kamna iz žaganega bloka, zidar zagotavlja, da je kamen pravilno nameščen, tako da je dokončano delo v stavbi postavljeno v isti usmeritvi kot je nastalo na tleh. Občasno je treba nekaj kamnov pravilno usmeriti v aplikacijo; to vključuje voussoirs, jambs, copings in cornices

Osnovna orodja, metode in veščine kamnoseškega zidarja so obstajali kot trgovanje že tisoče let.
- rezkarji prečkajo linijo od obrti do umetnosti in uporabijo svoje umetniške sposobnosti za izrezovanje kamna v rastlinje, figure, živali ali abstraktne modele.
- kamnoseki za oblaganje so specializirani za pritrjevanje kamna na stavbe, z uporabo dvižnih pripomočkov in tradicionalnih malt in cementnih malt. Včasih se uporabljajo sodobni cementi, kiti in epoksidne smole, običajno pri specializiranih aplikacijah, kot so obloge iz kamna. Prav tako se uporabljajo kovinski pritrdilni elementi, od preprostih moznikov in prižem do specializiranih posameznih pritrdilnih elementov. Zaradi natančnih toleranc je to zelo zahtevno delo.
- kamnoseki spomenikov izdelujejo nadgrobne spomenike in napise na njih

Sodobni kamnosek se obsežno usposablja tako v učilnici kot tudi v delovnem okolju. Ročne spretnosti dopolnjuje intimno poznavanje vsakega kamnitega tipa, njegove zahteve in najboljše uporabe ter kako delati in pripraviti vsak kamen. Kamnosek je lahko izurjen in usposobljen za izvedbo ene ali več različnih vej kamnoseštva. Na nekaterih področjih je trend usmerjen v specializacijo na drugih področjih v smeri prilagodljivosti.

## Vrste kamnin
Kamnoseki uporabljajo vse vrste naravnega kamna: magmatske, metamorfne in sedimentne kamnine. medtem ko nekateri uporabljajo tudi umetni kamen.

### Magmatske kamnine
- Granit je eden izmed najtrših kamnov in zahteva zelo različne tehnike, tako da je to praktično ločena panoga. Z veliko vztrajnostjo so lahko izrezljajo preprosti profili, na primer v mnogih cerkvah v mestu Aberdeen. Na splošno pa se uporablja za namene, ki zahtevajo trdnost in obstojnost, kot so robniki, pulti, talne obloge in valobrani.
- Magmatske kamnine so od zelo mehkih kamnin, kot sta plovec in žlindra, do nekoliko trših kamnin, kot so tufi, do najtrših kamnin, kot sta granit in bazalt.

### Metamorfne kamnine
- Marmor je lep kamen, enostaven za obdelavo, v različnih barvah, a predvsem v beli barvi. Tradicionalno se uporablja za klesanje kipov in je viden na mnogih bizantinskih in stavbah italijanske renesanse. Prvi in najbolj občudovani kamnoseki marmorja in kiparji so bili Grki in sicer Antenor (6. stoletje pr. n. št.), Fidija in Kritij (5. stoletje pr. n. št.), Praksitel (4. stoletje pr. n. št.) in drugi, ki so v glavnem uporabljali paroški marmor in marmor iz Tasosovih otokov in najbolj bel in najsvetlejši od vseh (čeprav ne najboljši), Pentelikonski marmor. Njihovemu delu so sledili starejši kiparji iz Mezopotamije in Egipta, vendar so bili Grki v plastičnosti in realistični predstavitvi bodisi bogov (Apolon, Afrodita, Hermes, Zevs itd.) ali ljudi (Pitagora, Sokrat, Platon, Frine, itd.). Znamenita Atenska akropola naj bi bila zgrajena z uporabo pentelikonskega marmorja. Tradicionalna domovina marmorne industrije je območje okrog Carrare v Italiji, od koder je v velikih količinah izkopan svetel in fin bel marmor odlične kvalitete.
- Skrilavec je priljubljena izbira kamna za spomenike in napise, saj njegova fina zrnavost in trdota pomenita, da ostanejo podrobnosti zelo ostre. Njegova težnja po klanju na tanke plošče je postala tudi priljubljen material za strešne kritine.

### Sedimentne kamnine
Veliko na svetu najbolj znanih stavb je bilo zgrajeno iz sedimentnega kamna, od stolnice v Durhamu do bazilike sv. Petra v Rimu. V zidanih delih se uporabljata dve glavni vrsti sedimentnega kamna: apnenec in peščenjak.

## Vrste del
Kamnosek z orodjem in stroji obdela katerokoli vrsto kamna v načrtovani izdelek. V kamnoseštvu izdelujejo masivne elemente, kot so stopnice, zidovi, ograje, strehe, okenski in vratni okvirji, venci, cokle, podstavki, kamini, spomeniki, vrtna ter notranja oprema. Med ploskovne elemente štejemo tlake ter stenske obloge.

## Usposabljanje
Tradicionalno srednjeveško usposabljanje kamnosekov je trajalo sedem let vajeništva. 
Sodobno izobraževanje traja praviloma tri leta na srednji poklicni šoli, v različnih državah drugače. Kamnosek mora znati samostojno prebrati načrt izdelka, pripraviti šablone, modele ali oblikovnike v merilu 1: 1. Delo prilagodi izbrani tehnologiji, ki je lahko ročna, strojna ali kombinirana. Manj zahtevne elemente mora znati tudi sam oblikovati in načrtovati. Poznati mora tradicionalne in sodobne načine izdelave ter jih v praksi uporabiti. Imeti mora občutek za lepoto in kombinacijo materialov. Poznati mora delovanje celotne konstrukcije, da med montažo ne bo povzročal poškodb na drugih materialih. Tisti, ki želijo postati kamnoseki naj ne bi imeli težav pri delu na višinah, imeti razumno koordinacijo rok in oči, biti zmerno fizično sposoben in imeti osnovno matematično znanje. Večina teh stvari se lahko razvije med učenjem.

## Orodje
Pri pridobivanju kamna se uporabljajo: vrtalni stroji, diamantne žične žage, pnevmatske blazine, kompresorji, klini in kladiva za lomljenje kamna in pnevmatska orodja za grobo površinsko obdelavo.
Kamnoseki uporabljajo široko paleto orodij za ročno obdelavo in oblikovanje kamnitih blokov in plošč v končne izdelke. Osnovna orodja za oblikovanje kamna so: kladiva, jeklene konice, dleta, kladiva, brusi, polirna sredstva, pnevmatska ročna orodja, kotna rezalka, kotna brusilka, vrtalni stroj in merilna orodja. Stroji za obdelavo kamna so: stroji za razrez blokov, za obrezovanje (freze), za površinsko obdelavo ter specialni stroji - stružnica, gravirni in CNC stroj. Naprave za premikanje in transport kamna so: viličarji, ročni vozički in dvigala.
Dleta so različnih velikostih in oblik, odvisno od funkcije, za katero se uporabljajo in imajo veliko različnih imen glede na geografsko lokacijo. Obstajajo različna dleta za različne materiale in velikosti obdelanega materiala, za odstranjevanje velikih količin materiala in za izdelavo finega zaključka.
Pri montaži kamna uporablja: malte, lepila, vijake, sidra, zagozde, fugirne mase in sredstva za površinsko zaščito kamna. Malto običajno danes naredijo z mešalniki za malto bodisi ročnimi ali strojnimi.
Mnoga osnovna orodja kamnosekov so ostala praktično enaka celo tisočletja, na primer dleta, ki jih danes lahko kupimo, so našli že v piramidah v Gizi.

## Zgodovina
Kamnoseštvo je eno najzgodnejših obrti v zgodovini civilizacije. V času neolitske revolucije in udomačitve živali so se ljudje naučili, kako uporabljati ogenj, da bi ustvarili živo apno, malto in minerale. Uporabili so jih za izgradnjo domov z blatom, slamo ali kamenjem, tako se je rodil kamnosek.
Starodavni ljudje so se močno opirali na kamnoseke pri gradnji stavb. Zgradili so spomenike svojim civilizacijam. Egipčani so zgradili svoje piramide, civilizacije Srednje Amerike so imele stopničaste piramide, Perzijci palače, Grki templje in Rimljani javna dela in druge zgradbe. Med znamenitimi starodavnimi kamnoseki je Sofroniscus, oče Sokrata, ki je bil rezalec kamna.
Gradnja stavbe je bila cela industrija srednjeveških kamnosekov. Ko je padlo Zahodno rimsko cesarstvo, se je gradnja v kamnu zmanjšala v večjem delu zahodne Evrope, posledično pa je prišlo do povečanja gradnje v lesu. V Evropi je v 9. in 10. stoletju prišlo do ponovnega pojava kamnitih gradenj, in v 12. stoletju do izgradnje tisočih cerkva in stolnic v kamnu po zahodni Evropi.
Srednjeveške kamnoseške veščine so bile zelo iskane, člani ceha pa so razlikovali tri razrede kamnosekov: vajenci, pomočniki in mojstri. Vajenci so bili podložni svojim mojstrom, kar je bila cena za njihovo usposabljanje. Pomočniki so bili že bolj spretni in so bili pomočniki svojim mojstrom,  mojster kamnosek pa je bil svobodnjak, ki je lahko potoval, ko je želel delati na projektih pokroviteljev. Med renesanso je kamnoseški ceh sprejel člane, ki niso bili kamnoseki in se sčasoma razvili v Društvo prostozidarjev; bratovščine, ki je spoštovala tradicionalno kulturo kamnosekov, vendar običajno niso bile vključene v sodobne gradbene projekte.
Srednjeveški kamnosek je na svojem izdelku pogosto izrezal osebni simbol, da bi razlikoval svoje delo od drugih kamnosekov. To je zagotavljalo tudi preprost sistem nadzora kakovosti.
Renesansa je videla v kamnoseštvu vrnitev k prepoznavnosti in prefinjenosti klasične dobe. Vzpon humanistične filozofije je ljudem omogočil, da ustvarijo čudovita umetniška dela. Središče renesanse je bila Italija, kjer so mesta, kot so Firence, postavila velike strukture, med njimi stolnico Santa Maria del Fiore,  Neptunov vodnjak in Medičejsko knjižnico, ki jo je načrtoval in zgradil Michelangelo, slavni kamnosek/kipar renesanse.
Ko so Evropejci naselili Ameriko, so s seboj prinesli kamnoseško tehniko. Naseljenci so uporabili materiale, ki so bili na voljo in na nekaterih področjih je bil to kamen. V začetku so stavbe imela podobo Evrope, ki jih je kasneje zamenjala edinstvena arhitektura.
V 20. stoletju je kamnoseštvo zaznalo najbolj radikalne spremembe v načinu dela. V prvi polovici stoletja je bilo največ težkega dela opravljenega z vlečnimi živalmi ali s človeško mišično močjo. S prihodom motorja z notranjim zgorevanjem je veliko teh težkih opravil postalo preprostejše in lažje. Žerjavi in viličarji so premikali in polagali težke kamne sorazmerno enostavno. Motorni mešalniki malte so prihranili veliko časa in energije. Orodja na stisnjen zrak so zmanjšala časovno intenzivnost dela. Z bencinskimi in električnimi diamantnimi žagami se lahko kamen precej hitreje in natančneje prereže. Dleta s cementitnimi konicami so lahko veliko bolj učinkovita kot jeklena in železna dleta, ki so jih izdelovali starejši kovači.

## Galerija
- Vajenec kleše blok
- Tri različne kamnoseške znake, ki jih je mogoče videti kapiteljski hiši opatije Fountains
- Sodobna kamnoseška delavnica z blokom iz apnenca
- Tipično francosko dleto z lesenim ročajem, uporabno za mehkejše apnence
- Kamnosek uporablja ravnilo in dleto
- Levoroki kamnosek z lesenim kladivom in dletom
- Razdelitev bloka marmorja s klini in peresi
- Kamnoseška kladiva iz plastike, lesa in jekla
- Kamnosek in njegovo orodje.
- Cehovski znak.